# Вероленго
Веролѐнго (на италиански: Verolengo; на пиемонтски: Vorlengh, Ворленг) е малък град и община в Метрополен град Торино, регион Пиемонт, Северна Италия. Разположен е на 169 m надморска височина. Към 1 януари 2020 г. населението на общината е 4846 души, от които 273 са чужди граждани.